# Château d'Aguilar
Pour les articles homonymes, voir Aguilar.
Le château d'Aguilar (Aguilar en occitan) est un château dit « cathare », situé à environ deux kilomètres à l'est du village de Tuchan, dans le département de l'Aude. C'est un château datant probablement du XIIe siècle dont la construction continue durant les XIIIe et XIVe siècles. Château féodal aux mains de la famille de Termes, il devient au XIIIe siècle une forteresse royale.

## Historique
L'étymologie d'Aguilar renvoie au latin aquilare, signifiant repaire des aigles, mais il pourrait aussi être lié à l'anthroponyme wisigothique Agila, nom notamment porté par l'un des derniers rois wisigoths de Narbonne, Agila II au VIIIe siècle puis par plusieurs aristocrates locaux jusqu'au Xe siècle.
Possession de la famille des comtes de Carcassonne en 1004, le site d'Aguilar est cédé vers 1010 avec le Peyrepertusès au comte de Besalù. Dans son testament daté de 1021, le comte de Besalù, Bernat Taillefer, qualifie Aguilar de « pech » (montagne) à la limite des comtés de Narbonne et Roussillon. On ignore si à cette date Aguilar était un lieu habité et si une fortification y existait car la première mention du château remonte à 1240.
À une date inconnue, peut-être vers la fin du XIe siècle, Aguilar entre dans le patrimoine des seigneurs de Termes. Olivier de Termes, dépossédé par le roi de son château de Termes en 1228, fait d'Aguilar sa résidence principale. C’est probablement à lui que l’on doit la construction de la partie centrale du château et le développement du village fortifié qui flanquait le château au sud.
Pendant l’été 1240, le château d’Aguilar sert de point de rassemblement aux chevaliers qui se rallient à la révolte du vicomte Trencavel avant de faire le siège de Carcassonne. Après l’échec de cette révolte, Olivier de Termes se soumet au roi. En mai 1241, il remet son second château, celui d’Aguilar, et le Termenès à Louis IX. Le château devient une forteresse royale, dirigée par un châtelain dont le premier est cité en 1246. Cependant dix ans plus tard, saint Louis rend Aguilar (et la plus grande partie du Termenès) à Olivier, en raison de son bon comportement en Terre Sainte. Soucieux de concourir à la défense du royaume de Franc, Olivier projette, dans son testament de 1257, de léguer le château au roi. Mais il finit par le vendre à saint Louis, lors d’un séjour à Paris en mars 1262. 
Six mois après, le châtelain royal Peire de Mirepoix prend possession de la forteresse. À cette occasion, il livre un état des ornements religieux et de l'armement de la garnison nous apprenant que celui ci comprend six arbalètes individuelles et une à tour, trois cent carreaux, onze chapeaux de fer, vingt boucliers… Aguilar constitue, à partir de ce moment et jusqu’au traité des Pyrénées (1659), l’une des forteresses frontières défendant la France face aux royaumes hispaniques. Pour cette raison, le château est renforcé, entre le milieu du XIIIe et le début du XIVe siècle, par une seconde enceinte munie de tous les perfectionnements techniques de l’époque. Cette seconde enceinte est en partie construite sur le village fortifié qui disparaît dans le courant du XIVe siècle.

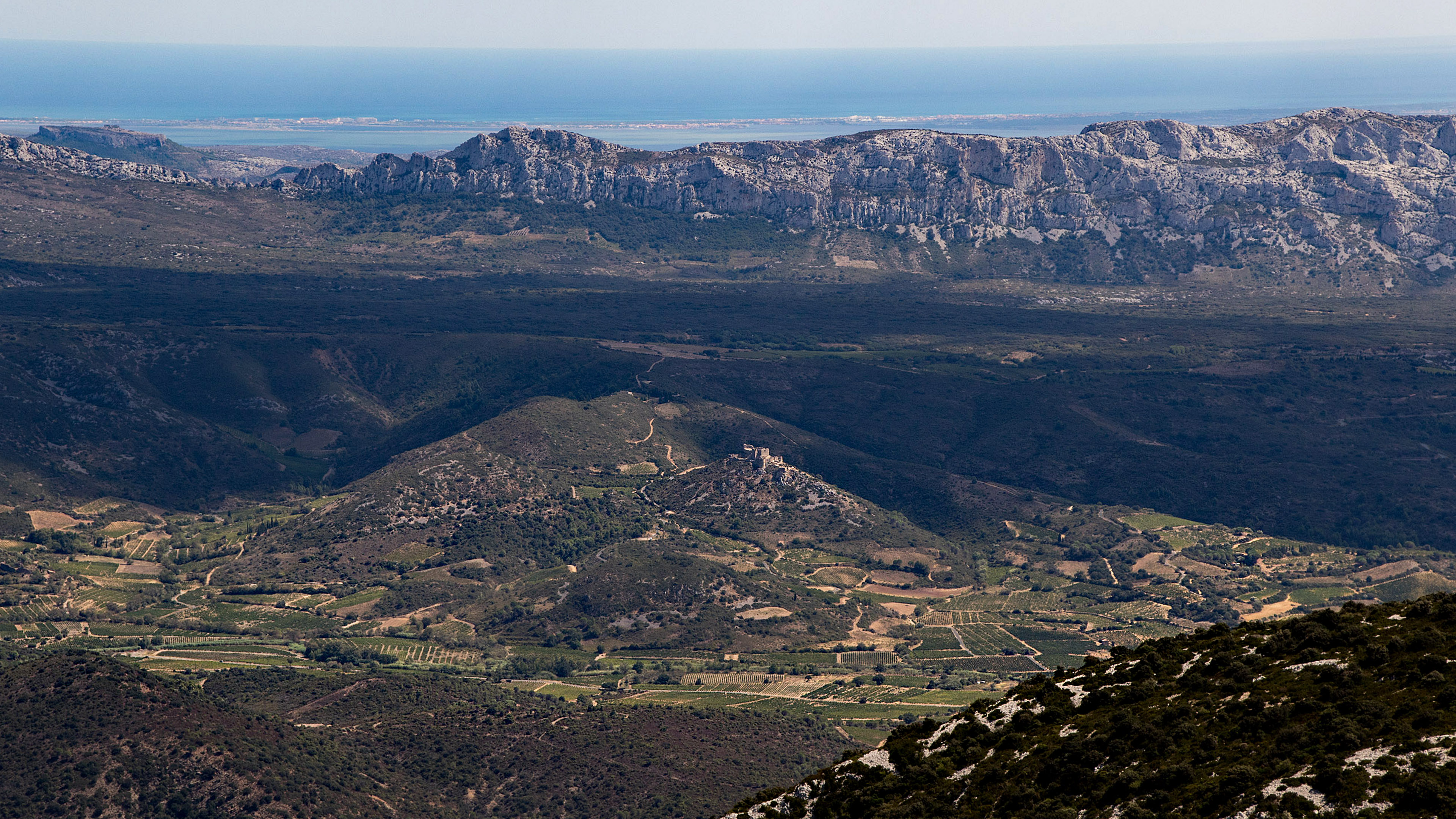
Le château vu depuis le mont Tauch, au loin la Méditerranée.

La garnison comprend, en 1302, outre le châtelain, douze sergents, un portier, un guetteur et un chapelain. Malgré des défenses améliorées, la faiblesse de la garnison rend le château particulièrement vulnérable. En 1387, une compagnie de trois cents routiers s’en empare de nuit avec leurs échelles. De là, les routiers rançonnent les marchands catalans. Mais ils sont battus par une armée envoyée par le roi d’Aragon. En 1525, le château est conquis par Charles Quint. En 1542, après l’échec du siège de Perpignan, le château, dans lequel s’est retirée une partie de l’armée française, est attaqué par les Espagnols. L’année suivante, une garnison d’Allemands à la solde de Charles Quint s’en empare. Le château est restitué au roi de France l’année suivante, en 1544, après la signature de la paix entre François Ier et Charles Quint. Une garnison royale occupe les lieux jusqu'à la signature du traité des Pyrénées. Ensuite,  le château tombe peu à peu en ruines jusqu'à son classement comme monument historique le 2 juillet 1949. En 1999, il sert de décor à la série télévisée Tramontane.
Aguilar fait partie des « Cinq Fils de Carcassonne » avec les châteaux de Quéribus, Puilaurens, Termes et Peyrepertuse, tous situés au sommet de pitons rocheux réputés « imprenables ».
Les ruines du château d'Aguilar et leurs abords sont inscrits au titre des sites naturels depuis 1946.
Les ruines du fort d'Aguilar sont classées au titre des Monuments historiques par arrêté du 2 juillet 1949. L'ensemble des vestiges du château d'Aguilar, à savoir la chapelle, la barbacane, les remparts du castrum, les carrières et tous les éléments de l'enceinte et du castrum sont inscrits par arrêté du 27 décembre 2023. L'ensemble des vestiges font ensuite l'objet d'un classement par arrêté du 19 décembre 2024.

## Description
Le château est situé sur une colline de 96 mètres de hauteur surplombant la plaine de Tuchan. Il est composé de deux enceintes séparées par des lices. Les bâtiments regroupés au centre de la deuxième enceinte sont tous pratiquement détruits. L'enceinte extérieure, construite par les ingénieurs royaux entre 1262 et le début du XIVe siècle, est composée de six tours semi-circulaires. L'enceinte intérieure, correspondant au château féodal des seigneurs de Termes, abrite un corps de logis et une citerne. À une époque tardive cette enceinte a été flanquée par une tour rectangulaire. Sur le versant sud subsistent, en avant de l'entrée principale du château, la chapelle Sainte-Anne, et quelques vestiges de l'enceinte qui protégeait le village. À noter que le château était dépourvu de donjon.

Diverses vues du château d'Aguilar
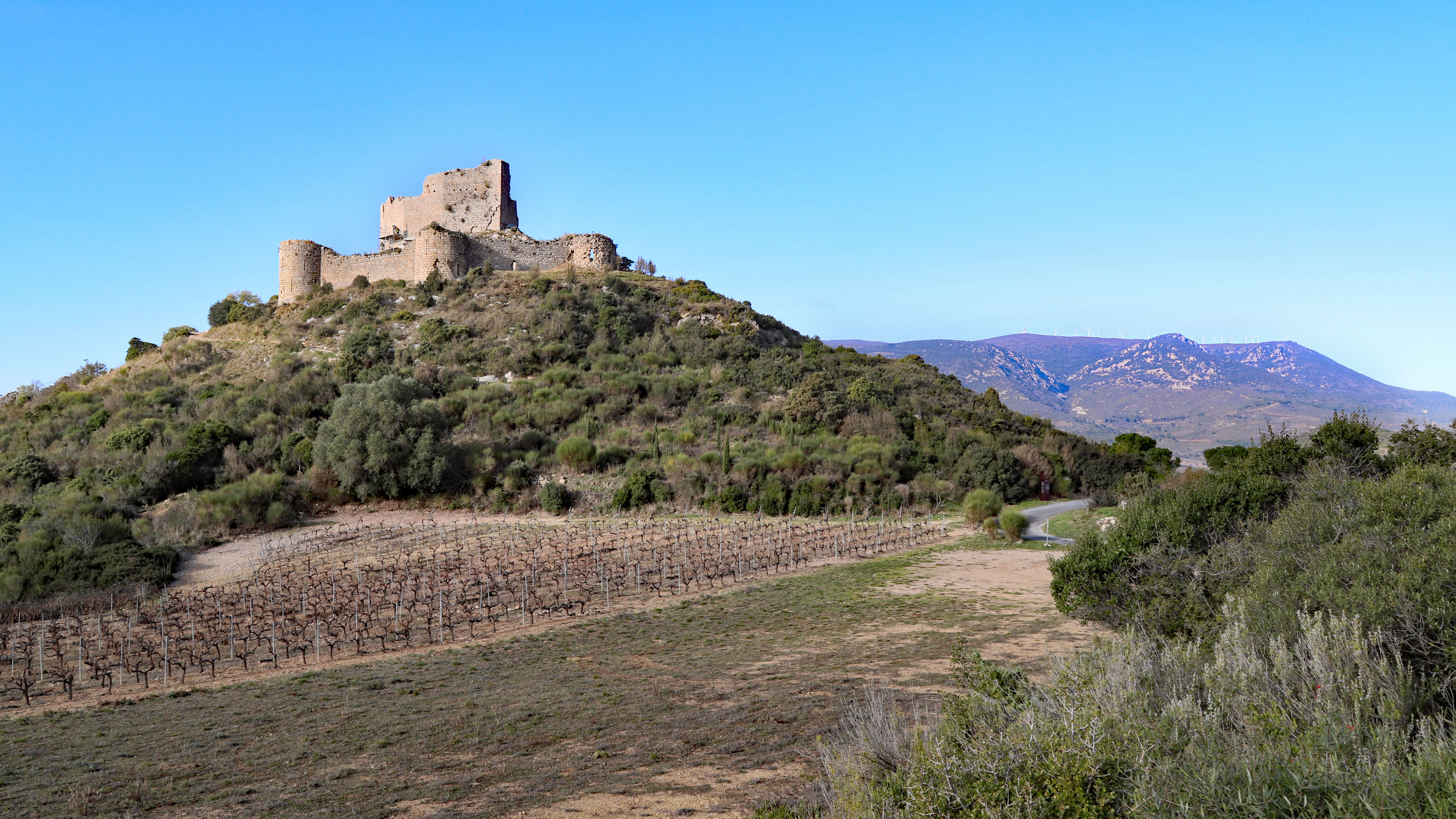
Le Mont Tauch en arrière plan.
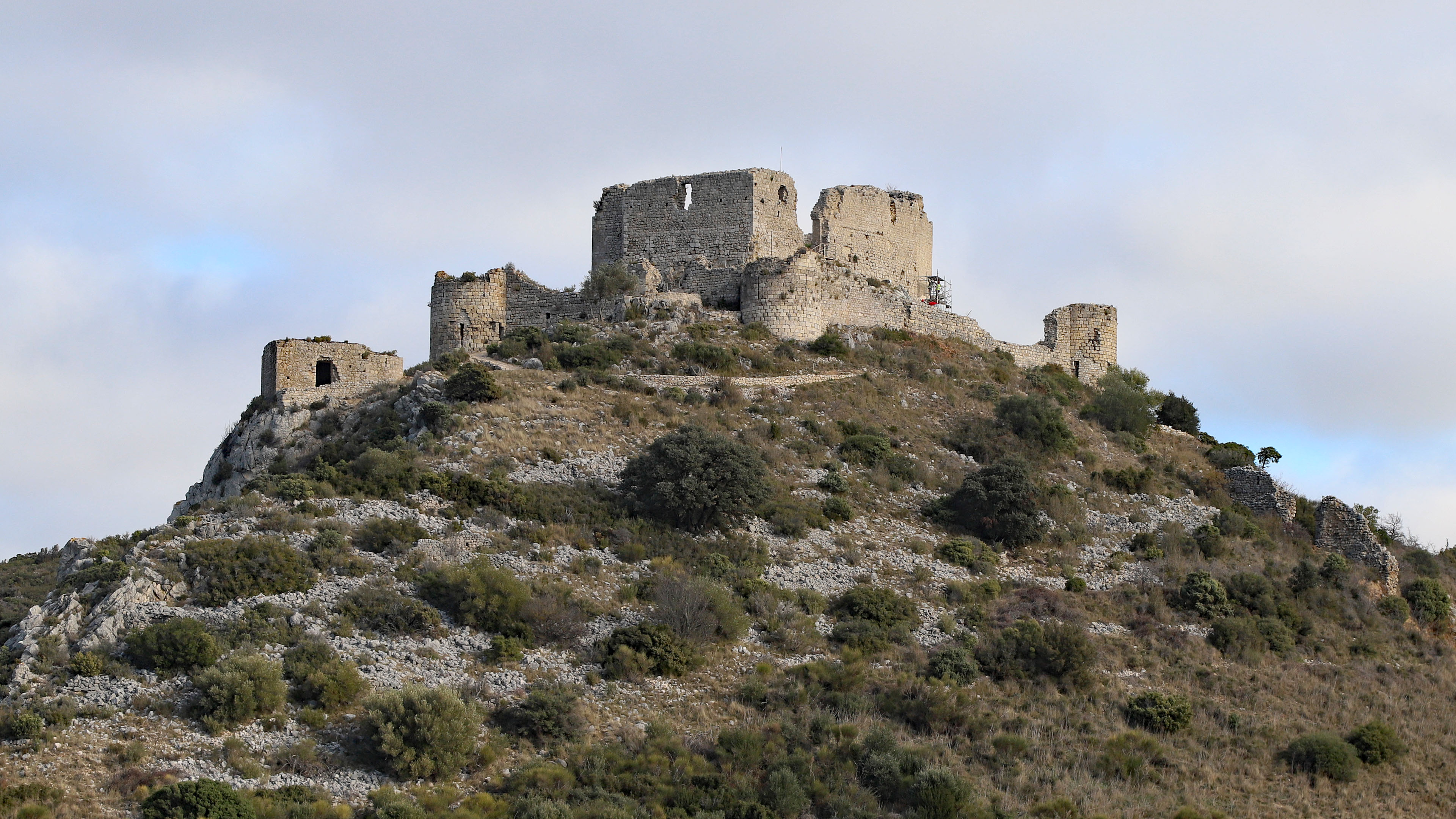
Vue de l'ouest.
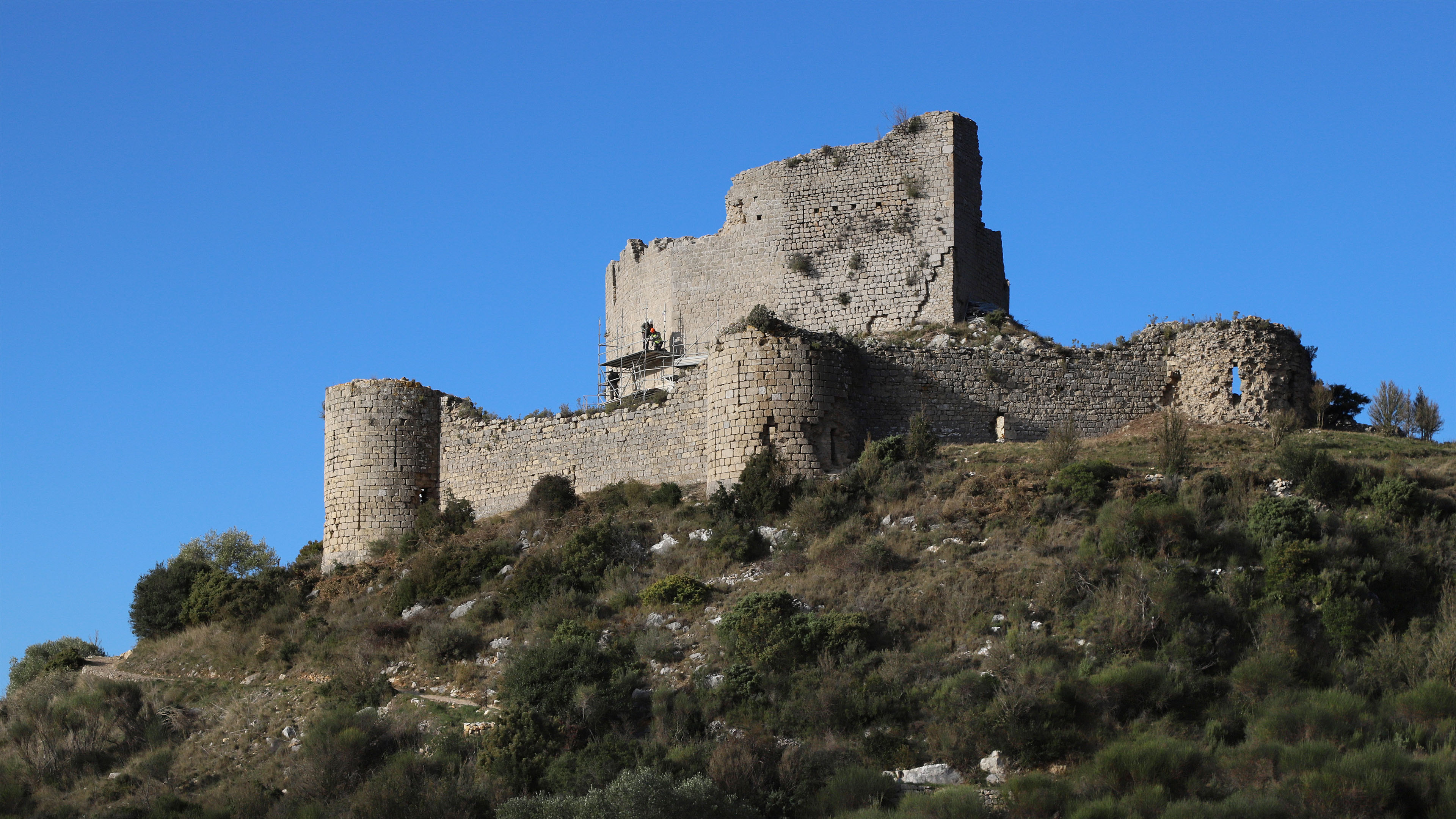
Travaux en janvier 2021.
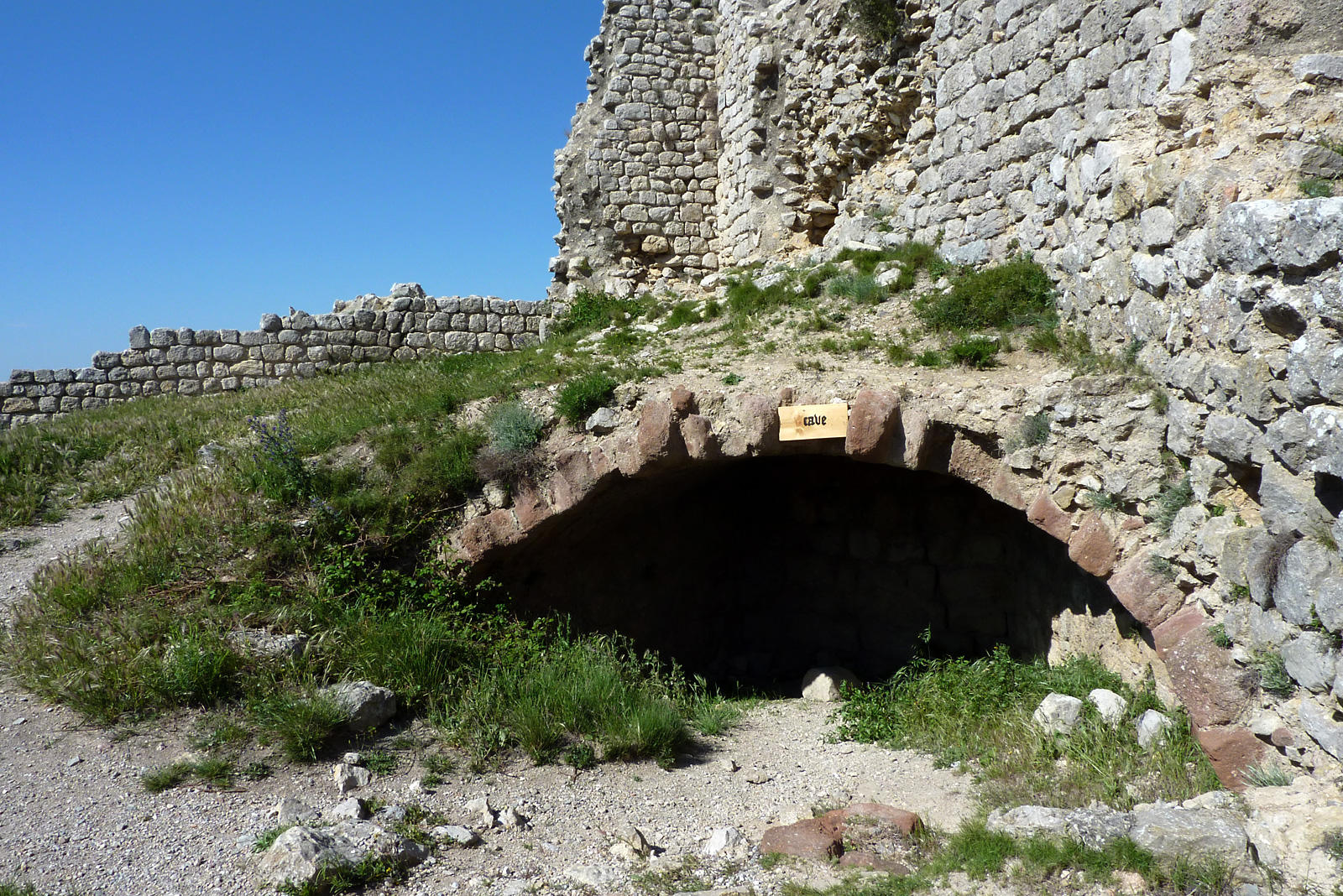
Voûte (accès à un sous-sol).
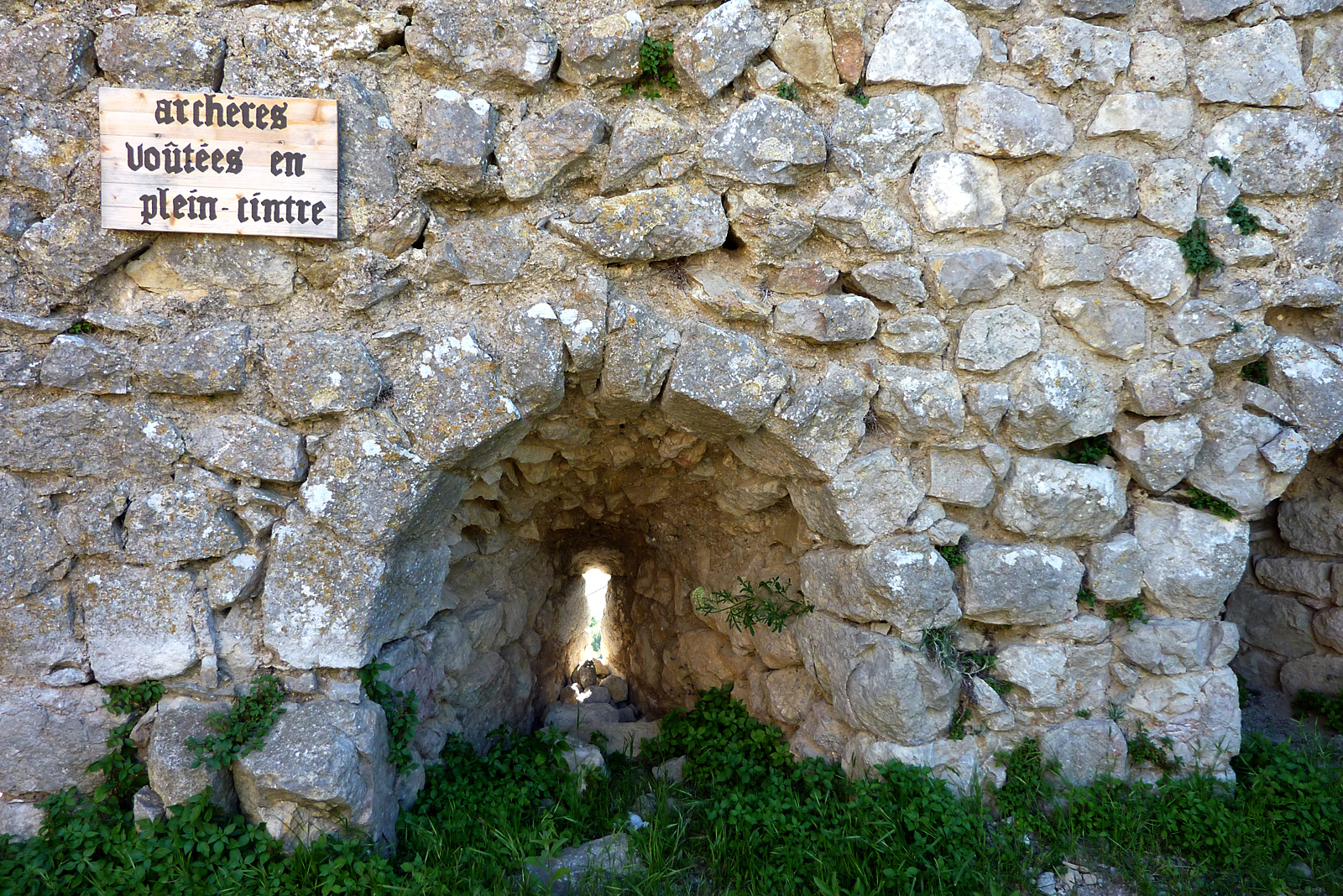
Meurtrière, voûte en plein cintre.
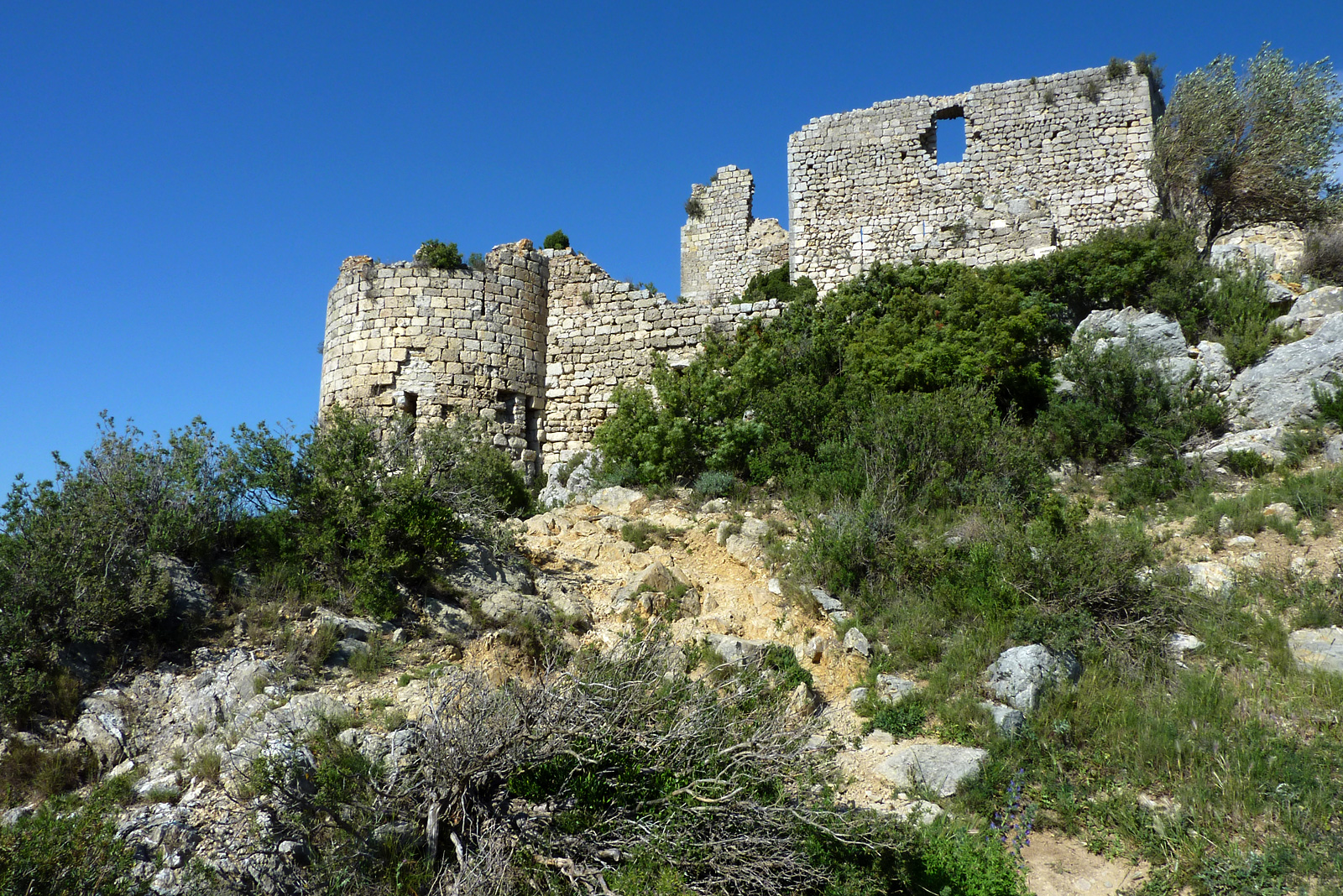
Vue à partir du bas de la colline.
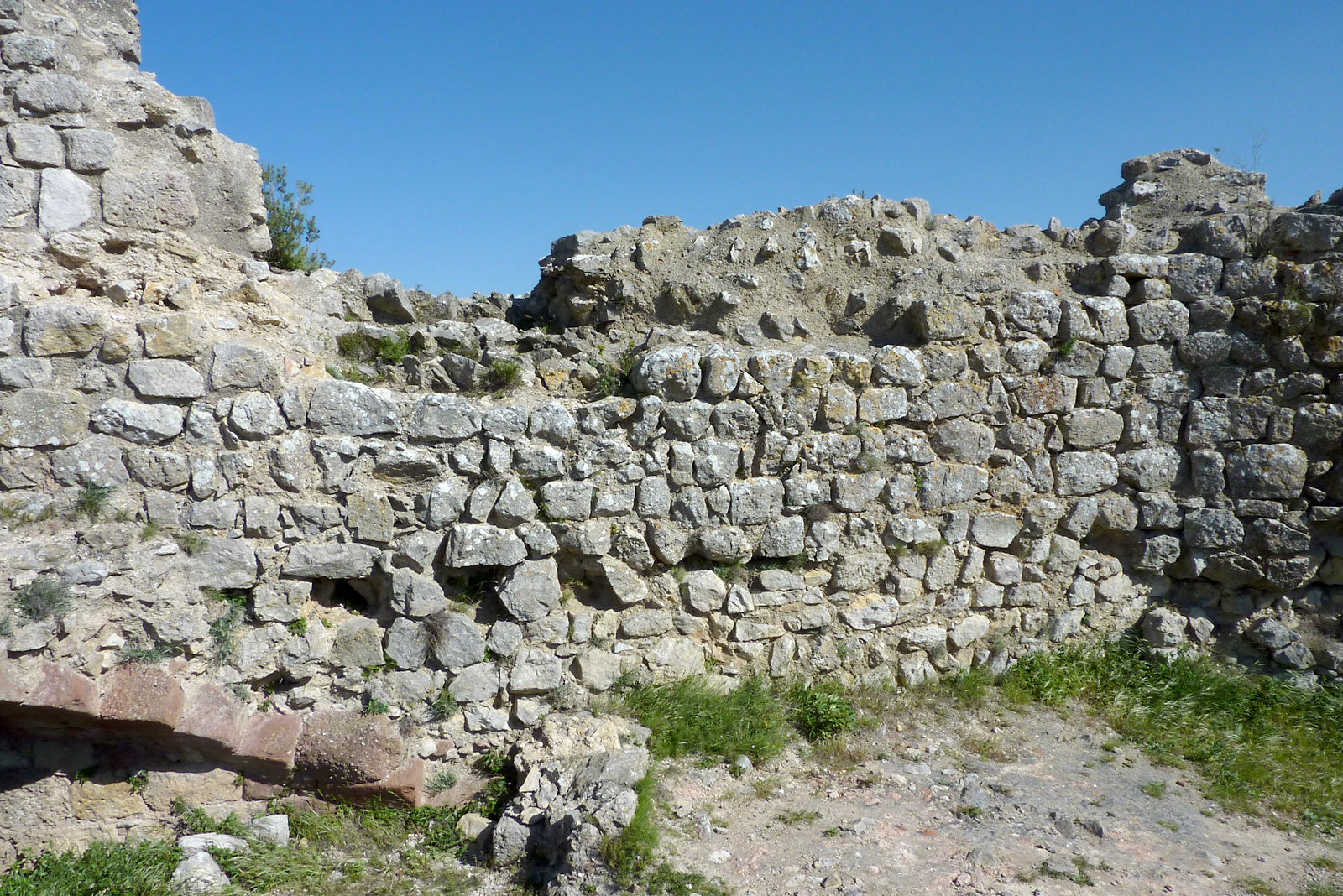
Muraille.
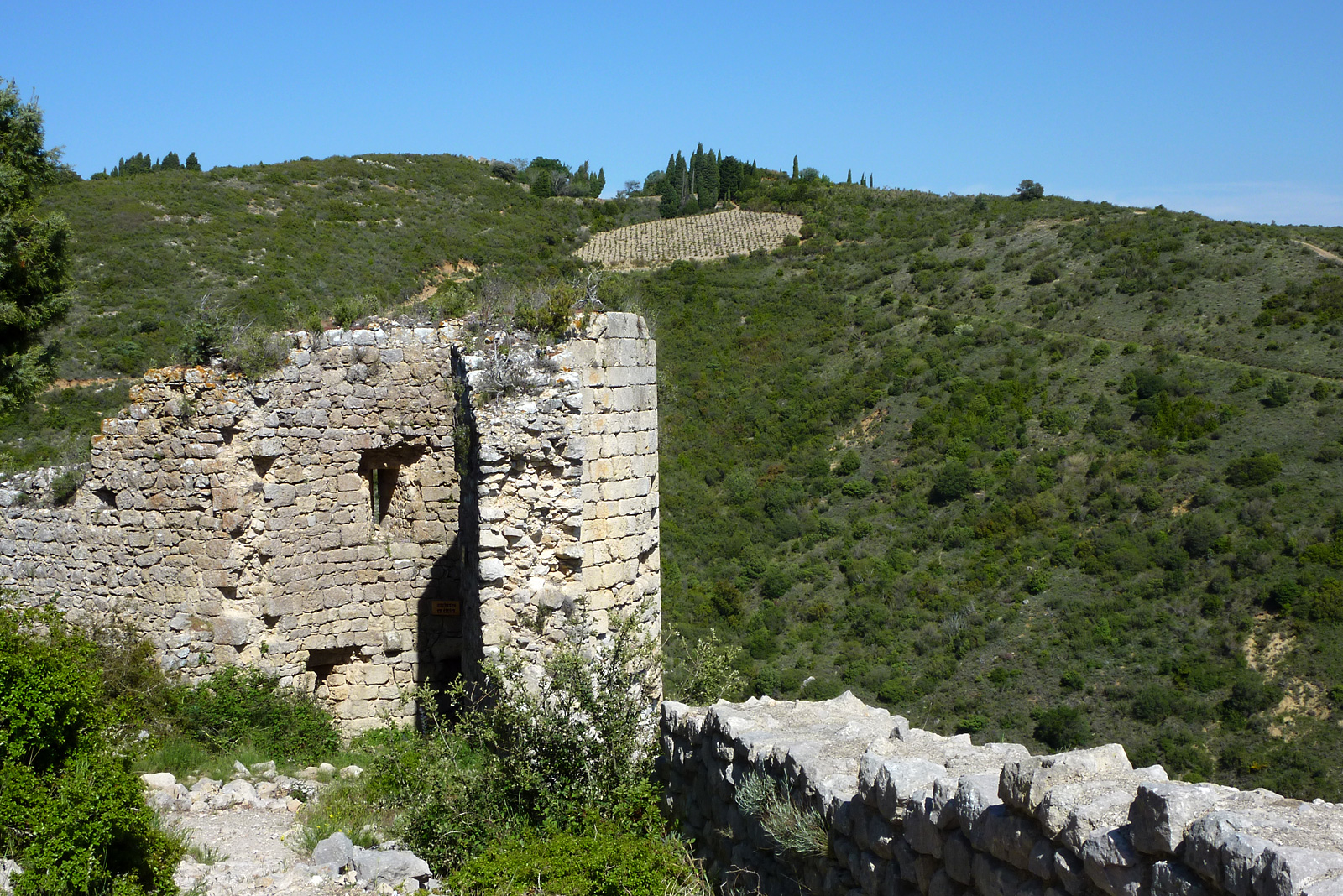
Reste de tour.